# Neumühle (Nordhalben)

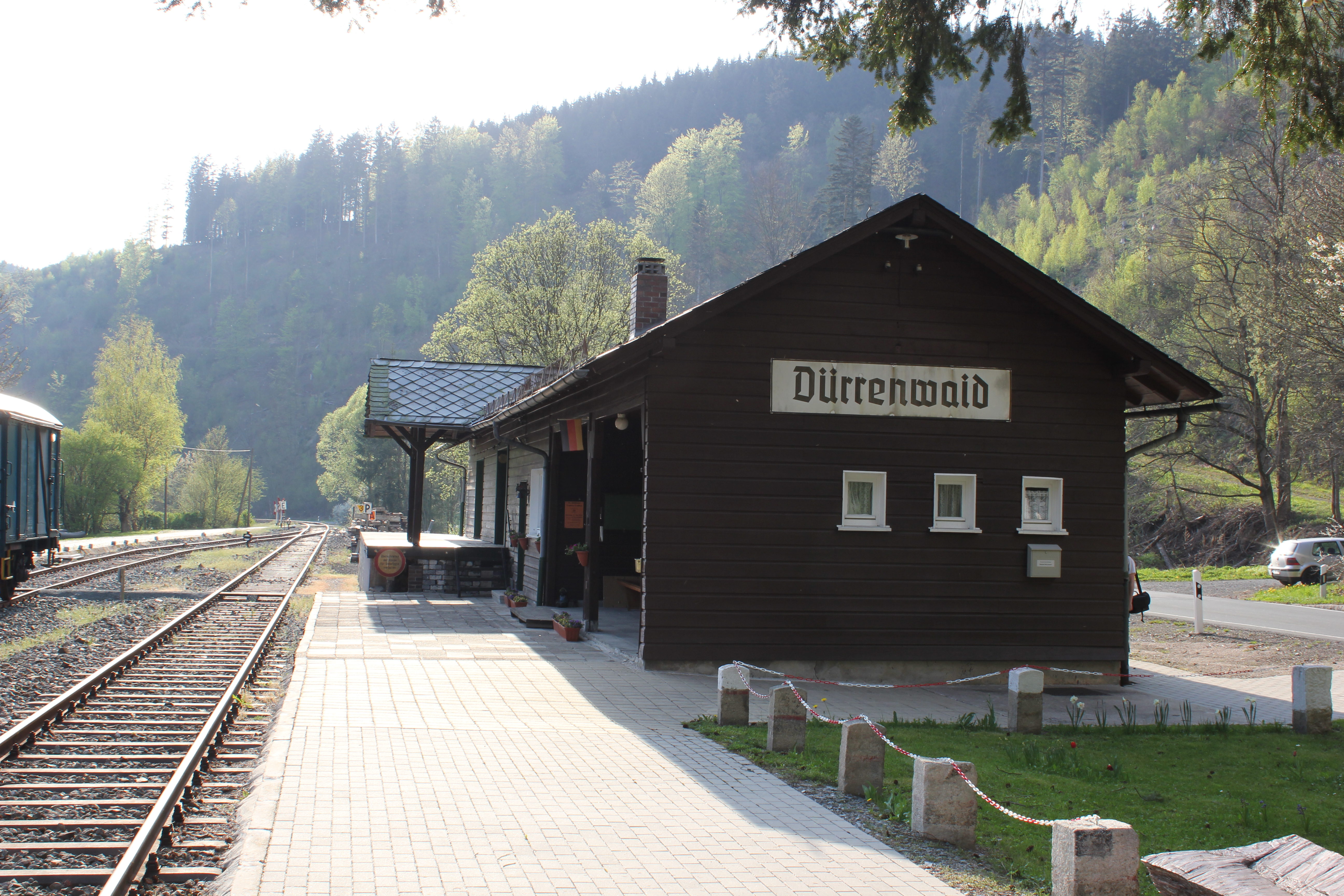
Ehemaliges Bahnhofsgebäude (2012)

Neumühle ist ein Gemeindeteil des Marktes Nordhalben im Landkreis Kronach (Oberfranken, Bayern).

## Geographie
Der Weiler liegt im tief eingeschnittenen Tal der Rodach in direkter Nachbarschaft zur Stoffelsmühle. Die Ölsnitz mündet dort von Osten kommend als linker Zufluss in die Rodach. Im Süden grenzt das gemeindefreie Gebiet Oberer Geroldsgrüner Forst an. Dort befinden sich die Naturschutzgebiete Schmidtsberg (21 ha) und Buchenhänge (38 ha). Im Westen liegt das Naturschutzgebiet Tschirner und Nordhalbener Ködeltal mit Mäusbeutel (275,5 ha).
Die Staatsstraße 2707 verläuft die Rodach entlang nach Steinwiesen (8,5 km südwestlich). Die Staatsstraße 2198 verläuft die Rodach entlang zur Thomasmühle bei Nordhalben (1,5 km nördlich) bzw. der Ölsnitz entlang nach Dürrenwaid (3,3 km östlich).

## Geschichte
Neumühle gehörte zur Realgemeinde Nordhalben. Gegen Ende des 18. Jahrhunderts bestand der Ort aus einem Anwesen. Das Hochgericht übte das bambergische Centamt Nordhalben aus. Die Schneidmühle war freieigen und unterstand keinem Grundherrn.
Mit dem Gemeindeedikt wurde Neumühle dem 1808 gebildeten Steuerdistrikt Nordhalben und der 1818 gebildeten Munizipalgemeinde Nordhalben zugewiesen. Das Anwesen erhielt die Haus-Nr. 171 dieses Ortes.

### Baudenkmäler
- Die ehemalige Schneidmühle (Neumühle 1) aus der Zeit um 1800 ist ein zweigeschossiger Halbwalmdachbau, Obergeschoss und Dachdeckung sind aus Schiefer. Der Sägeschuppen ist ein erdgeschossiger, holzverschalter Satteldachbau. Die Mühle hatte zwei oberschlächtige Wasserräder für einen Mahl- und einen Sägegang.
- Das ehemalige Bahnhofsgebäude (Neumühle 2) der Bahnstation Dürrenwaid an der Bahnstrecke Kronach–Nordhalben ist ein erdgeschossiger, verbretterter Bau mit flachem, schiefergedecktem Satteldach.

- Wegkapelle, wohl noch 18. Jahrhundert, an der Straße Steinwiesen-Dürrenwaid. Quadratischer, verputzter Bau mit verschiefertem Zeltdach, auf der Südseite rechteckige Öffnung.[7] Das Haus listete Tilmann Breuer in dem Buch Landkreis Kronach von 1964 mit seiner ursprünglichen Hausnummer als Kunstdenkmal auf. Es wird in der Denkmalschutzliste nicht geführt, da es entweder nicht aufgenommen, abgebrochen oder stark verändert wurde.

### Einwohnerentwicklung
| Jahr      | 1818  | 1861  | 1871   | 1885   | 1900   | 1925   | 1950   | 1961   | 1970   | 1987  |
| Einwohner | *     | 8     | 8      | 16     | 8      | 17     | 12     | 12     | 11     | 5     |
| Häuser    | *     |       |        | 2      | 2      | 3      | 3      | 4      |        | 3     |
| Quelle    | [ 5 ] | [ 9 ] | [ 10 ] | [ 11 ] | [ 12 ] | [ 13 ] | [ 14 ] | [ 15 ] | [ 16 ] | [ 1 ] |

## Religion
Der Ort ist römisch-katholisch geprägt und nach St. Bartholomäus (Nordhalben) gepfarrt.